# 極高階語言

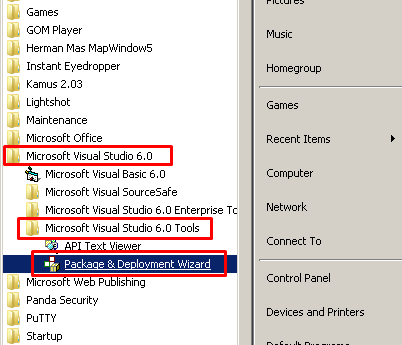
包裹式撰写的微软VS套装

極高階語言（英語：Very high-level programming language，簡稱VHLL），或稱非常高阶编程语言，是指一類非常高度抽象的程式語言，通常被用於特殊的程式目的。
極高階語言通常是领域特定语言，仅限于特定的应用、目的或任务类型，并且它们通常是脚本语言（尤其是扩展语言），用于控制特定环境。出于这个原因，極高階語言通常被称为目标向导的编程语言。極高階語言起源於20世紀90年代，曾用來稱謂腳本語言如Perl、Python、Ruby、Visual Basic，現在它們大多數又被僅稱為高階語言。

### 其他文獻
- Symposium on Very High Level Languages. SIG- PLAN Notices (ACM) 9, 4 (April 1974), 1-132.
- Teichroew, D. A survey of.languages for stating requirements for computer-based information systems. Proc. AFIPS 1972 FJCC, AFIPS Press, Montvale, N.J., pp. 1203–1224.
- Libre Software Meeting 2004 （页面存档备份，存于）
- Libre Software Meeting: Proceedings of the VHLL track (2004).
- Libre Software Meeting (2003) VHLL Track announcement （页面存档备份，存于）